# Пренилирование

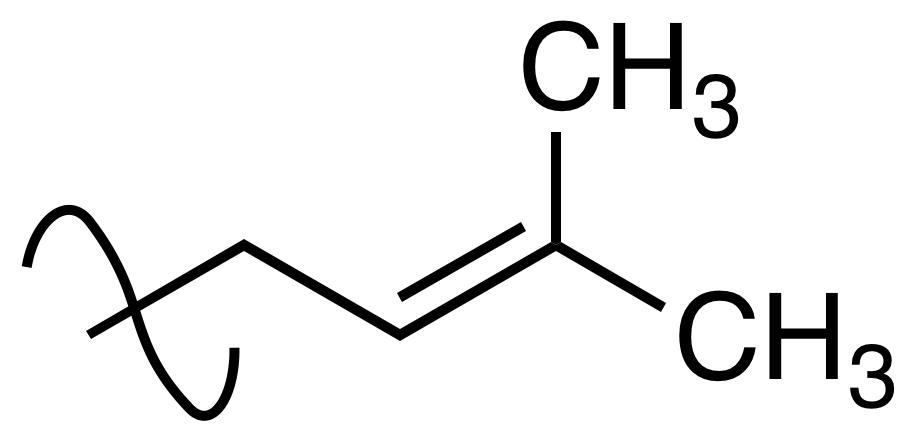
Функциональная группа «пренил-» («изопрен-»)

Пренилирование (или изопренилирование, или липидирование) — биохимический процесс присоединения гидрофобных молекул к белку или другому химическому веществу. Обычно считается, что пренильные группы (3-метилбут-2-ен-1-ил) облегчают присоединение молекул к клеточным мембранам, также как, «липидные якорные белки», такие как, например, гликозилфосфатидилинозитол, хотя прямое доказательство этого пока не найдено. Доказано, что пренильные группы являются важным элементом для протеин-протеиновой связи посредством специальных пренил-связывающих доменов.

## Пренилирование белков
Пренилирование белков включает в себя передачу либо фарнезила, либо геранил-геранильного остатка к С-терминалу цистеина белка-мишени. Существуют три фермента, которые осуществляют пренилирование в клетке: фарнезил-трансфераза, Caax-протеаза и геранил-геранил трансфераза I..

### Фарнезилтрансфераза и геранилгеранилтрансфераза I
Фарнезилтрансфераза и геранилгеранилтрансфераза I — очень похожие белки. Они состоят из двух субъединиц, субъединицы-α, которая одинакова у двух ферментов, и из субъединицы β, которая идентична у двух белков только на 25 %. Эти ферменты распознают отдел CaaX на конце-C белка-мишени. C это принелированный цистеин, a это любая алифатическая аминокислота, а значение X определяет, какой фермент действует на белок. Фарнезилтрансфераза узнает отделы CaaX, где X = M, S, Q, A, или C, в то время как геранилгеранилтрансфераза I распознает отделы CaaX, где X = L или E.

### Ингибиторы
Ингибиторы фарнезилтрансферазы (англ.) могут быть использованы для ингибирования фарнезилирования в организмах паразитов, таких как trypansoma brucii (вызывает сонную болезнь, переносчик муха Цеце) и малярия. Паразиты являются более чувствительными к ингибиторам фарнезилтрансферазы, чем люди. В некоторых случаях это может происходить из-за того, что у них нет геранилгеранилтрансферазы I. Таким образом, возможна разработка антипаразитарных средств «заодно» с развитием ингибиторов фарнезилтрансферазы для лечения рака.
Кроме того, ингибиторы фарнезилтрансферазы оказались успешными в лечении прогерии, и в мае 2007 года началась II фаза клинических испытаний препарата «Lonafarnib» для детей, больных прогерией.
В преобразовании сигнала посредством белка G, пальмитирование субъединицы α, пренилирование субъединицы γ и миристиолирование вовлечены в связывании белка G ко внутренней поверхности плазметической мембраны таким образом, что белок G может взаимодействовать с его рецептором..

## Пренилирование малых молекул

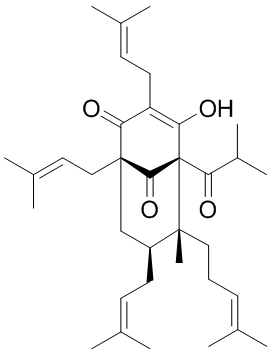
Полипренилированный флороглюцинол Гиперфорин

Малые молекулы также могут быть пренилированы, как, например, пренилированные флавоноиды (англ.). Недавно была описана прениляция производного витамина B2 (мононуклеотида флавина).
Важным классом веществ, широко исследуемым сегодня являются пренилированные производные флороглюцинола, как, например, гиперфорин.